# الطاقة الشمسية في تايلاند

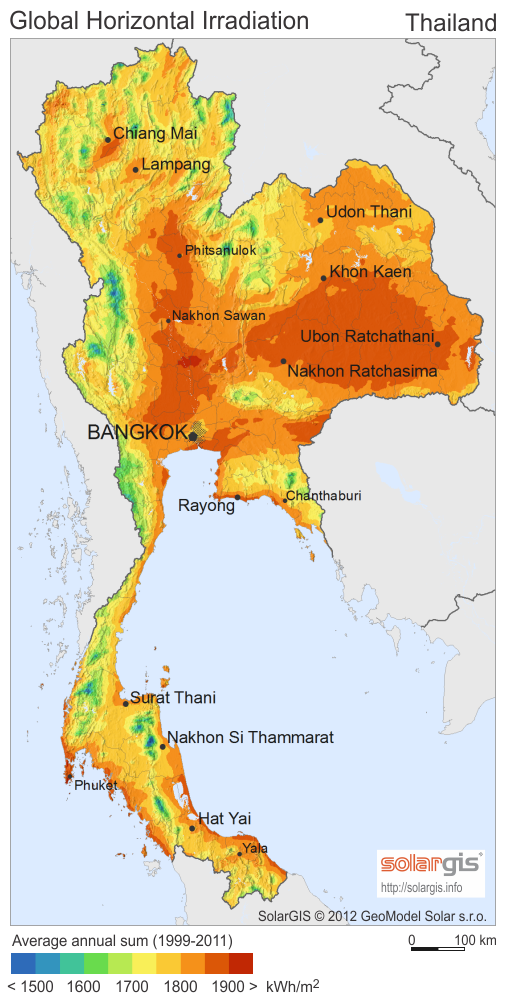
الإشعاع الشمسي في تايلاند.

تستهدف تايلاند الوصول إلى 6000 ميجاوات بحلول عام 2036. ففي عام 2013 قامت بمضاعفة السعة الكهربية لها لتصل إلى حوالي 704 ميجاوات بنهاية العام. وبنهاية عام 2015 تأمل إلى الوصول إلى 2500 - 2800 ميجاوات، تمتلك تايلاند سعة كهربائية من الطاقة الشمسية أكبر من السعة الكهربية لباقي دول جنوب شرق أسيا مجتمعة.
لدي تايلاند الإمكانيات المناسبة لبناء محطات الطاقة الشمسية ، وخصوصا الأجزاء الشمالية والجنوبية للمنطقة الشمالية الشرقية من محافظة ودون تاني وبعض المناطق في المنطقة الوسطى. حوالي 14.3٪ من الدولة تتعرض لإشعاع شمسي تتراوح قيمته ما بين 19 - 20 MJ/m2/da، وحوالي 50٪ تتعرض ما بين 18 - 19 MJ/m2/da.
تأتي تايلاند بعد الولايات المتحدة سابقة اليابان في قائمة أكثر الدول إنتاجا للطاقة الشمسية.

إكتمل بناء المزرعة الشمسية لوبوري في مايو 2013 بسعة إجمالية تصل إلى 84 ميجاوات. وقعت شركة كونيرجي الألمانية للطاقة الشمسية عقد مع شركة سيام التايلاندية بناء ثلاث محطات للطاقة الشمسية سعة المحطة الواحدة 10.5 ميجاوات، غير محطتين قيد الإنشاء من خريف عام 2012.

## نظام شراء الطاقة الجديد في تايلاند
في يناير 2015، أعلنت لجنة الطاقة التنظيمية (ERC) لائحة جديدة لشراء الكهرباء المتولدة من محطات الطاقة الشمسية، بهدف تشجيع المستثمرين إلى الدخول في هذا المجال بعد فترة الكساد في قطاع الطاقة المتجددة عام 2014. بالرغم من هذه اللوائح فإنة مازال يوجد مئات المشاريع، بسعة إجمالية تتخطى 1000 ميجاوات، التي لم يتم قبولها حتى الآن.

## الإحصائيات
| عام                                                              | السعة التراكمية بالميجاوات (MWp) | السعة التراكمية بالميجاوات (MWp) | السعة التراكمية بالميجاوات (MWp) | الزيادة السنوية بالميجاوات (MWp) | الزيادة السنوية بالميجاوات (MWp) | الزيادة السنوية بالميجاوات (MWp) |
|                                                                  | متصل بالشبكة                     | Off-grid                         | الكلي                            | متصل بالشبكة                     | غير متصل بالشبكة                 | الكلي                            |
| ---------------------------------------------------------------- | -------------------------------- | -------------------------------- | -------------------------------- | -------------------------------- | -------------------------------- | -------------------------------- |
| 2005                                                             | 1.77                             | 22.11                            | 23.88                            | 0.01                             | 13.04                            | 13.05                            |
| 2006                                                             | 1.86                             | 28.66                            | 30.52                            | 0.09                             | 6.55                             | 6.64                             |
| 2007                                                             | 3.61                             | 28.90                            | 32.51                            | 1.74                             | 0.24                             | 1.98                             |
| 2008                                                             | 4.06                             | 29.34                            | 33.39                            | 0.45                             | 0.44                             | 0.89                             |
| 2009                                                             | 13.67                            | 29.49                            | 43.17                            | 9.62                             | 0.16                             | 9.77                             |
| 2010                                                             | 19.57                            | 29.65                            | 49.22                            | 5.89                             | 0.16                             | 6.05                             |
| 2011                                                             | 212.80                           | 29.88                            | 242.68                           | 193.23                           | 0.23                             | 193.46                           |
| 2012                                                             | 357.38                           | 30.19                            | 387.57                           | 144.89                           | 0.15                             | 145.04                           |
| 2013                                                             | 794.07                           | 29.73                            | 823.80                           | 436.69                           | -0.45a                           | 436.24                           |
| 2014                                                             | 1,268.77                         | 229.73                           | 1,298.51                         | 474.71                           | 0                                | 474.71                           |
| 2015b                                                            | 1,299.62                         | 230.03                           | 1,329.65                         | 30.85                            | 0.29                             | 31.15                            |
| المصدر: تقرير الوكالة الدولية للطاقة (IEA-PVPS) عام 2015(AR2015) |                                  |                                  |                                  |                                  |                                  |                                  |